# 1.ª Brigada de Infantería SS
La 1.ª Brigada de Infantería SS era una unidad de las Waffen-SS formada por exguardias de campos de concentración para combatir en la Unión Soviética detrás de las líneas del frente durante la Segunda Guerra Mundial. Llevaron a cabo tareas de bandenbekämpfung en la retaguardia, detrás avance de las tropas alemanas y participaron en el Holocausto. La unidad también llenó los vacíos en la línea del frente cuando le fue requerido en caso de emergencia. En 1944, la brigada se utilizó como base para la formación de la 18.ª División de Granaderos SS Horst Wessel.

## Invasión de la Unión Soviética
La 1.ª Brigada de Infantería SS se formó a partir de guardias de campos de concentración, el 21 de abril de 1941, a partir de hombres de las SS-Totenkopfverbände (guardias de campos de concentración). Recibió la designación de la 1.ª Brigada de Infantería SS (motorizada) el 20 de septiembre de 1941.
Cuando Alemania invadió la Unión Soviética (Operación Barbarroja) en junio de 1941, la brigada estaba estacionada en Cracovia, Polonia, esperando su dotación completa de hombres y materiales. El 23 de julio, la unidad se trasladó al este hacia los territorios ocupados y, entre julio y agosto de 1941, arrasó con las unidades del Ejército Rojo dispersas en la retaguardia del Grupo de Ejércitos Sur. El 9 de agosto, la brigada estaba al norte de Zhytómyr y se le pidió que cubriera el flanco norte del 6.º Ejército en las marismas de Pinsk. A continuación, la brigada operó detrás del XVII Cuerpo de Ejército y el 23 de agosto cruzó el río Dnieper.
Durante el resto del año y hasta finales de 1942, la unidad fue asignada a la Oficina Central de Seguridad del Reich (RSHA), que también tenía bajo su mando la Brigada de Caballería SS y la 2.ª Brigada de Infantería SS. En el otoño de 1941, la brigada participó activamente en el Holocausto como parte del Einsatzgruppe C y participó en la liquidación de la población judía de la Unión Soviética, formando partidas de fusilamiento cuando fue necesario. Las tres brigadas fueron responsables del asesinato de decenas de miles de habitantes a finales de 1941, y destruyeron al menos un pueblo de la zona de Białystok sin motivo aparente.
El 12 de diciembre de 1941, la brigada fue puesta bajo el mando de la 56.ª División de Infantería por orden del Grupo de Ejércitos Centro cuando apareció una brecha en la línea del frente del 2.º Ejército en el área de Tula, Yelets y Liwny. El 28 de diciembre de 1941, la unidad fue puesta bajo el mando del LV Cuerpo de Ejército.

## 1942
La brigada pasó el invierno librando batallas defensivas en la línea del frente. Tras eso, pasaron a formar una unidad de seguridad en la zona de retaguardia. De enero a agosto participaron en tareas de seguridad y defensa en la zona de Kursk y en julio llegó un nuevo comandante, Karl Fischer von Treuenfeld. La unidad permaneció en la zona de Kursk hasta el 11 de agosto, cuando fue enviada a la zona de Minsk.
El 11 de octubre, la brigada se encontraba en el sector de Wydriza en Rusia Central (donde Erich von dem Bach-Zelewsky era el SS- und Polizeiführer). Participó en la Operación Karlsbad (del 11 de septiembre al 23 de octubre); también participaron la SS-Sturmbrigade Dirlewanger, SS Schuma Battalion 255 y el 1.º Batallón de la Legión de Voluntarios Franceses. Al final del mismo la brigada había registrado la matanza de 1.051 civiles y supuestos partisanos por la pérdida de 24 muertos y 65 heridos.
A continuación, la brigada participó en la Operación Freda (del 5 al 9 de noviembre), junto con la SS-Sturmbrigade Dirlewanger cerca de Borissov. Las bajas durante la operación fueron leves, con 2 muertos y 10 desaparecidos en comparación con varios cientos de "partisanos" muertos, muy probablemente civiles.
La unidad fue utilizada a continuación en otra acción de seguridad, la Operación Nürnberg (del 19 al 25 de noviembre), con la policía del Kampfgruppe von Gottberg. La operación tuvo lugar entre Gleboki y Vilna. La operación estuvo bajo el mando del SS-Brigadeführer Curt von Gottberg con el SS Polizei Regiment 14, dos batallones Schuma y una unidad de la Policía de la ciudad en apoyo de la 1.ª Brigada de Infantería SS. La operación causó 2.984 bajas a los rusos y la liberación de algunos prisioneros alemanes. A finales de 1942 participaron en la batalla de Velikiye Luki cuando las fuerzas soviéticas rodearon la ciudad de Velikiye Luki, la 83.ª División de Infantería que quedó atrapada en una bolsa y fue destruida. La 1.ª Brigada de Infantería SS, junto con los Frikorps Danmark, que habían participado en los intentos de romper el cerco bajo el mando del Kampfgruppe Chevallerie, habían sufrido muchas bajas en el proceso.

## 1943
En 1943, la brigada quedó bajo el mando del LIX Cuerpo del 3.er Ejército Panzer. El 4 de febrero fue trasladada a Podluschje. Participaron en la Operación Kugelblitz (del 22 de febrero al 8 de marzo) adscritos a la 201.ª División de Seguridad. La Operación Kugelblitz fue una redada contra los partisanos bielorrusos en el área de Vítebsk, Gorodok, Gurki y el lago Senniza. También participaron en la Operación Donnerkeil de seguimiento (31 de marzo al 2 de abril). La segunda operación fue ordenada por el 3.er Ejército Panzer.
En mayo de 1943, la brigada formó un cuadro para la 3.ª Brigada de Voluntarios SS (Estonia) y el 7 de julio fue enviada a Borrissov en otra redada de seguridad. Participaron en la Operación Hermann (7 de julio) con varias otras unidades bajo el mando del Generalmajor de la Ordnungspolizei, von Gottberg.
El 1 de agosto, la brigada participó en la operación de seguridad y despoblación en la zona de Jeremicze-Starzyna-Rudnja-Kupinsk. El objetivo era asesinar o deportar a la población local y confiscar ganado y suministros agrícolas.
Fueron trasladados nuevamente a la línea del frente en septiembre para reforzar la 25.ª División Panzergrenadier, que estaba luchando en el sector de Smolensk-Gómel. Smolensk fue abandonada el 24 de septiembre y la brigada informó de que durante los combates habían perdido a 215 hombres, 1.172 habían sido heridos y 77 estaban desaparecidos.
El 12 de noviembre, el 8.º Regimiento de Infantería SS y el 10.º Regimiento de Infantería SS fueron renombrados como el 39.º Regimiento de Granaderos SS y el 40.º Regimiento de Granaderos SS. Para contrarrestar la ofensiva soviética el 10 de noviembre, la Brigada formó parte del SS-Kampfgruppe Trabandt, que quedó bajo el mando de la 36.ª División de Infantería. Lucharon en la cabeza de puente de Rogatschew hasta que fueron trasladados a la cabeza de puente en Stassewka el 2 de diciembre.
En diciembre, la brigada participó en la Operación Nikolaus, que comenzó el 20 de diciembre y formó parte del 9.º Ejército que atacaba junto con el 2.º Ejército, la 16.ª División Panzer, la 258.ª División de Infantería, la 134.ª División de Infantería y el Regimiento de Caballería Mitte. El contraataque cubrió la brecha entre el 2.º y el 9.º Ejército que había sido creado por el empuje soviético hacia Babruisk en noviembre de ese año. El ataque tuvo éxito y la brecha se cerró el 22 de diciembre.
A finales de diciembre de 1943, se ordenó a la Brigada que se trasladara a Prusia Oriental. Después de que llegaran al campo de entrenamiento de Stablack, cerca de Königsberg, la unidad fue reorganizada.

## 1944
La 1ª Brigada de Infantería SS fue disuelta el 24 de enero de 1944 cuando se utilizó para formar la 18.ª División de Granaderos SS Horst Wessel.

## Crímenes de guerra
La brigada participó activamente en matanzas de judíos organizadas por los Einsatzgruppen, en la ciudad de Ushomir, donde participó en la matanza de todos los judíos varones.
El Untersturmführer Max Täubner estuvo al mando de un destacamento y fue juzgado por un tribunal de las SS en mayo de 1943, junto con otros cuatro hombres de las Waffen-SS, por asesinatos sádicos y no autorizados de un gran número de judíos en 1941 y por tomar fotografías de los asesinatos, mostrándolos a su esposa y amigos. En la acusación, el tribunal de las SS afirmaba que "el acusado permitió que sus hombres actuaran con tal brutalidad  bajo su mando que se comportaron como una horda salvaje". El caso contra otros cuatro acusados bajo el mando de Täubner fue desestimado por el juez y Standartenführer Reinecke. Posteriormente se ordenó la destrucción de las fotos y los negativos. Täubner, que había sido condenado a diez años, fue indultado en enero de 1945 y puesto en libertad.
Otra versión de este juicio establece que Taubner fue condenado por desobedecer las disposiciones de secreto en torno a los exterminios, expulsado de las SS, privado de sus derechos civiles y condenado a diez años de prisión, por comportamiento que era "indigno de un alemán honorable y decente".
Vasyl Valdeman, un residente judío de Ostroh informó: "Sabíamos que nos iban a hacer algo aquí. Cuando vimos gente golpeada y conducida por aquí con palas, incluso los niños pequeños se dieron cuenta de por qué la gente llevaba las palas". Uno de los miembros de la 1.ª Brigada de Infantería SS en ese momento era Hans Friedrich. Afirma no recordar exactamente en qué acciones participó ese verano, pero admite haber participado en asesinatos como el de Ostroh. "Estaban tan conmocionados y tímidos que podías hacer con ellos lo que quisieras".
Vasyl Valdeman: "Los niños lloraban, los enfermos lloraban, los ancianos rezaban a Dios. No de rodillas, sino sentados o acostados. Fue muy difícil pasar por todo esto, escuchar todo este llanto y llanto. Entonces tuvieron todos se levantaron y dijeron 'Adelante', y tan pronto como la gente empezó a moverse, seleccionaron gente para disparar, para ejecutar". Los judíos ucranianos seleccionados fueron llevados a este lugar y cavaron un hoyo. En escenas que se repitieron a lo largo y ancho de la Unión Soviética ocupadas por los nazis, se ordenó a hombres, mujeres y niños que se desnudaran y se prepararan para morir. Los asesinatos continuaron hasta la noche. Vasyl Valdeman y su madre lograron escapar y esconderse en un pueblo cercano. Pero las SS mataron a su padre, abuelo y dos tíos.
Vasyl Valdeman: "Así fue, la primera ejecución, la más horrible. No fue la última. Hubo tres ejecuciones más grandes después de esa, con 2.000 a 3.000 personas. Más personas fueron ejecutadas luego en los de menor escala y así fue como la comunidad judía de Ostroh fue aniquilada".

## Bajas
Entre la formación en 1941 y enero de 1944, la Brigada informó de las siguientes bajas, con un total de 6.271 hombres:
- 20 oficiales, 306 suboficiales y otros rangos: muertos.
- 38 oficiales, 805 suboficiales y otros rangos: heridos.
- 4 oficiales, 119 suboficiales y otros rangos: desaparecidos.[6]

## Comandantes
- Brigadeführer Karl Demelhuber (24 de abril de 1941 - 25 de junio de 1941)
- Oberführer Richard Herrmann (25 de junio de 1941 - 27 de diciembre de 1941)
- Brigadeführer Wilhelm Hartenstein (27 de diciembre de 1941 - noviembre de 1942)
- Obergruppenführer Erich von dem Bach-Zelewsky (diciembre de 1942)
- Brigadeführer Wilhelm Harenstein (diciembre de 1942 - mayo de 1943)
- Brigadeführer Karl Herrmann (31 de julio de 1943 - octubre de 1943)
- Sturmbannführer Wilhelm Trabandt (18 de octubre de 1943 - 24 de enero de 1944)